# William Hunter (anatomiste)
Pour les articles homonymes, voir Hunter et William Hunter.
William Hunter (23 mai 1718- 30 mars 1783) est un anatomiste et médecin écossais.

## Biographie
Il naît à East Kilbride dans le South Lanarkshire, frère aîné de John Hunter. Après l'Université de Glasgow il vient à la médecine en 1737 en étudiant avec William Cullen. Il débute l'anatomie au St George's Hospital de Londres et se spécialise dans l'obstétrique.
En 1764 il devient le médecin de la reine Charlotte. Il est élu membre de la Royal Society en 1767 et professeur d'anatomie à la Royal Academy en 1768.
Pour aider à l'enseignement de la dissection il engage le sculpteur Agostino Carlini pour faire des sculptures des écorchés d'un criminel récemment exécuté, un contrebandier.
Hunter est très intéressé par l'art et a beaucoup de connexions avec le monde artistique. Il choisit pour illustrer ses schémas les dessins de Léonard de Vinci, Kenneth Clark considère Hunter comme la personne qui a permis la redécouverte des dessins de Léonard de Vinci au XVIIIe siècle au Royaume-Uni.
En 1770 il construit une maison complètement équipée pour la pratique de la science qui formera le noyau du Hunterian Museum and Art Gallery de l'université de Glasgow. Dans les années 1770, il a pour élève le célèbre médecin suisse Louis Odier, qui prépare les bases de la contribution suisse aux tables de la mortalité.

En 1774 il publie Anatomia uteri humani gravidi tabulis illustrata - The anatomy of the human gravid uterus exhibited in figures. Dans les années autour de cette publication on compte un nombre important d'assassinats de femmes enceintes et particulièrement en fin de grossesse. Une enquête est ouverte sur William Hunter et son collègue l'obstétricien écossais William Smellie qui affirment eux-mêmes qu'il est difficile de trouver des cadavres de femmes enceintes alors qu'il publient un livre rempli de dessins anatomiques fait à partir de dissections. Pendant que l'enquête est en cours, le nombre de meurtre diminue et reprend une fois que l'enquête est suspendue à cause de la renommée des médecins. C'est en 2010 et grâce au travail de l'historien néo-zélandais Don Shelton qu'on a pu avoir connaissance de ces faits.
William Hunter et William Smellie étaient aussi appelés les médecins de la mort
Il meurt en 1783 à l'âge de 64 ans et est enterré à l'église St James de Piccadilly, à Londres.

## Publication

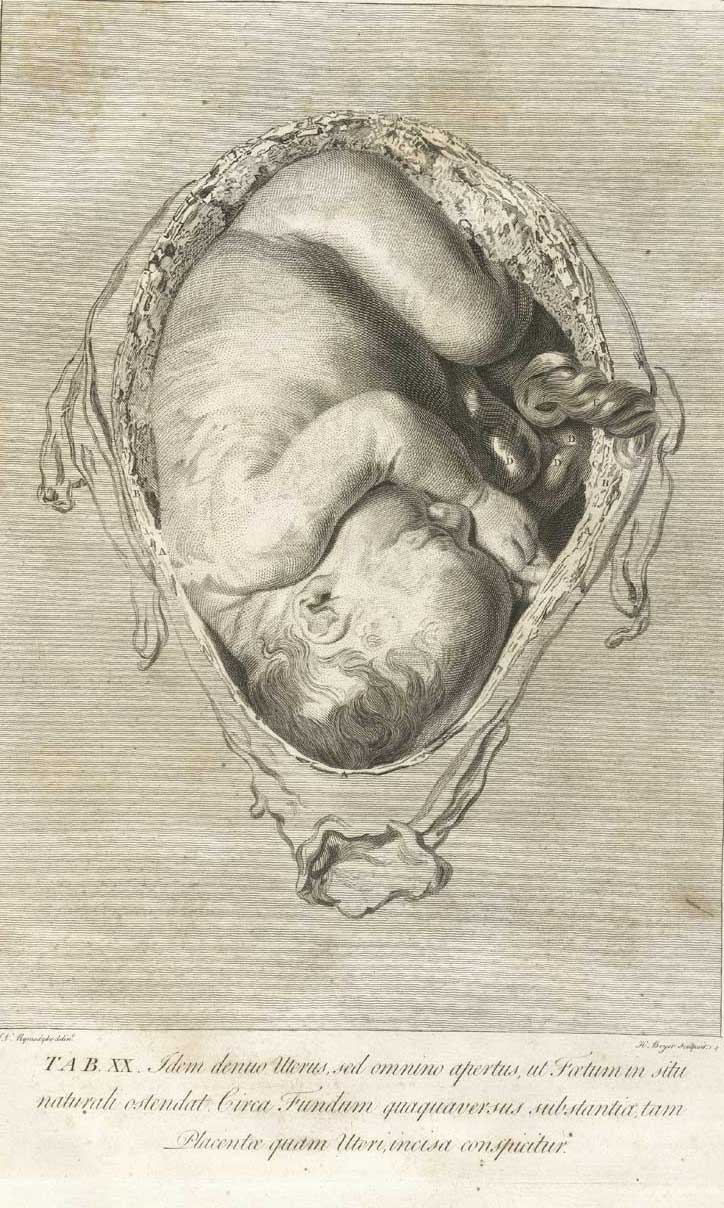
Page de Anatomia uteri umani gravidi.

- Anatomia uteri humani gravidi tabulis illustrata - The anatomy of the human gravid uterus exhibited in figures, John Baskerville, Birmingham, 1774 (lire en ligne)